# 马赞丽鱼属
馬贊麗魚屬，是條鰭魚綱䲁形目麗魚科下的一個屬。

## 分類
本屬屬於麗魚亞科，目前被認可的種如下：
- 卡氏馬贊麗魚 Mazarunia charadrica López-Fernández, Taphorn B. & Liverpool, 2012[4]
- 圭亞那馬贊麗魚 Mazarunia mazarunii Kullander, 1990
- 帕拉馬贊麗魚 Mazarunia pala López-Fernández, Taphorn B. & Liverpool, 2012[4]